# Schellingwouder Kerkepadbrug
De Schellingwouder Kerkepadbrug (brug 377) is een vaste brug in Amsterdam-Noord.
De brug gaf lange tijd als enige mogelijkheid toegang tot de Schellingwouderkerk vanaf de Schellingwouderdijk. Aangezien er scheepvaart plaatsvond op de Binnenbermsloot, die zij overspant, lag er een ophaalbrug. Die brug kwam nog in het nieuws tijdens de stormvloed van 1916. Toen moest vee uit de onder water staande omgeving gebracht worden naar de terp waarop de kerk stond. De houten ophaalbrug werd lange tijd gefinancierd en onderhouden door het bestuur van de Banne Ransdorp, omdat het pad zowel burgers als kerkgangers diende. Het bestuur van de Banne had na de overstroming geen geld voor onderhoud en dergelijke. Zij sprak de kerk op haar verantwoordelijkheid aan, maar deze had er ook geen geld voor (over). Rond 1920 werd het beheer overgegeven aan de gemeente. Deze nam inderdaad het onderhoud over en die verbood vervolgens in 1928 zwaar verkeer nog langer gebruik te maken van de brug. Die houten ophaalbrug werd daarna vervangen.
In de 21e eeuw is het een voet/fietsbrug met houten liggers, houten dek met reliëf en witte houten balustrades.

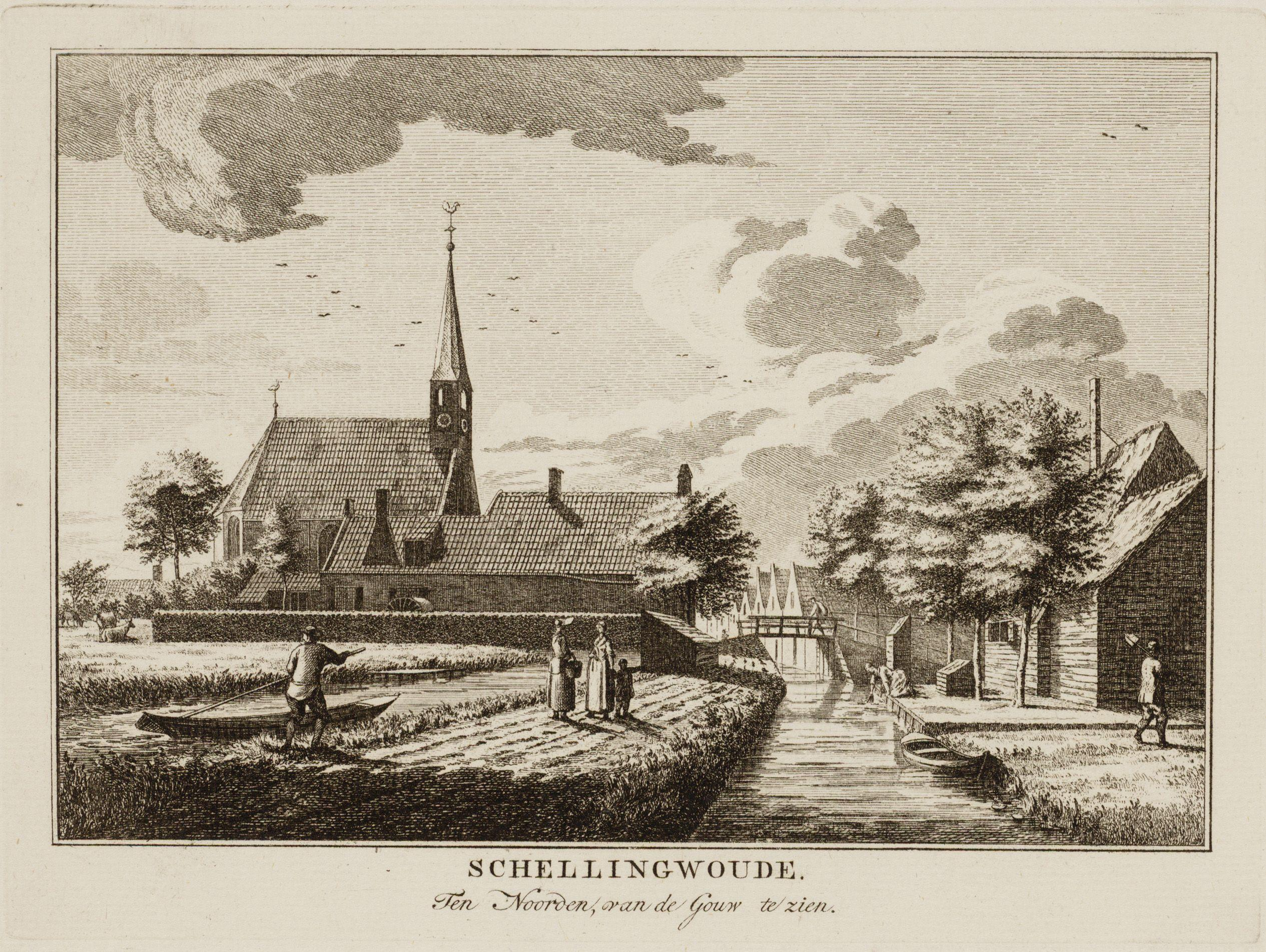
Schellingwouder Kerkepadbrug (18e eeuw)
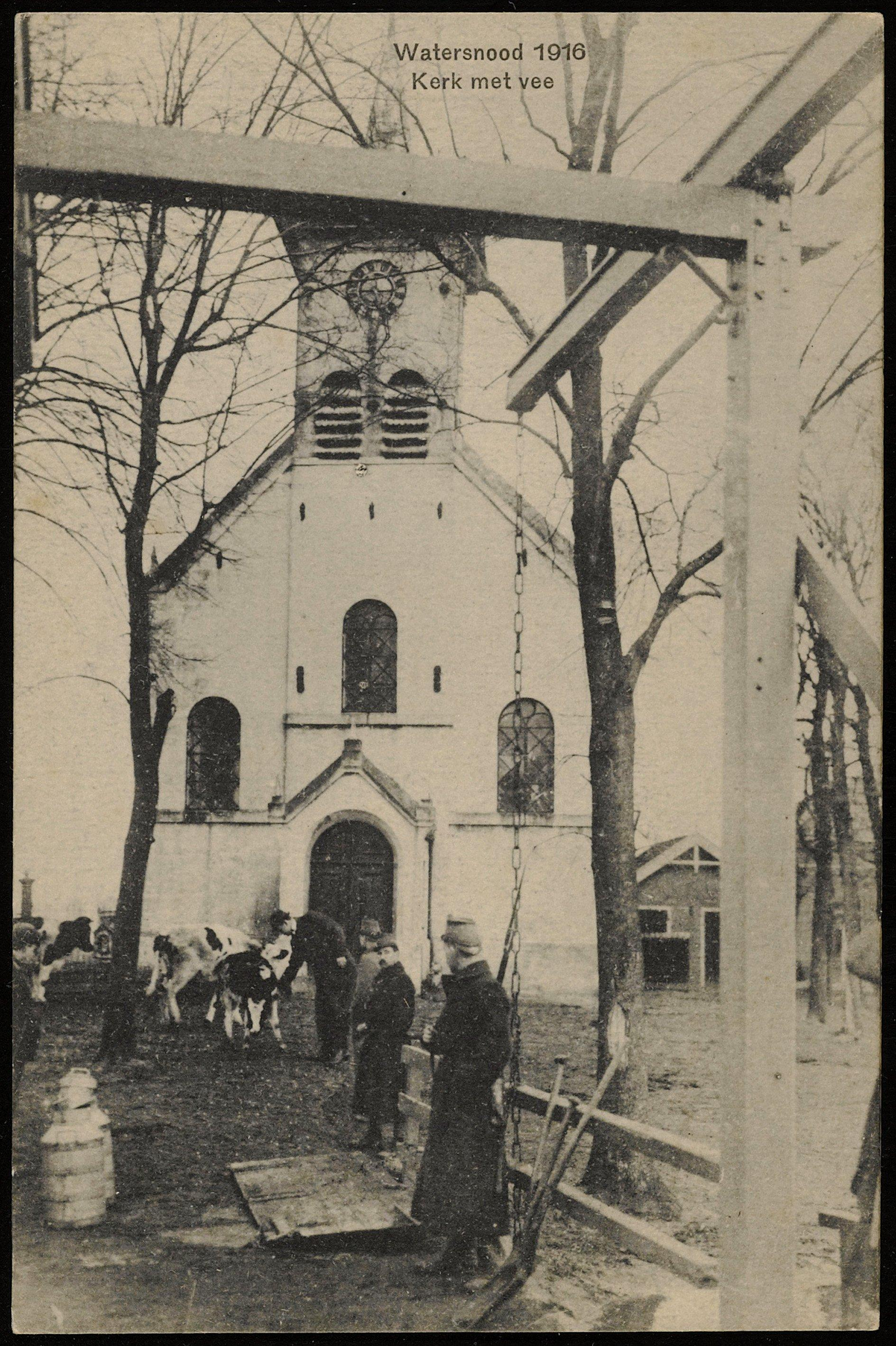
Koeien op de terp (1916)
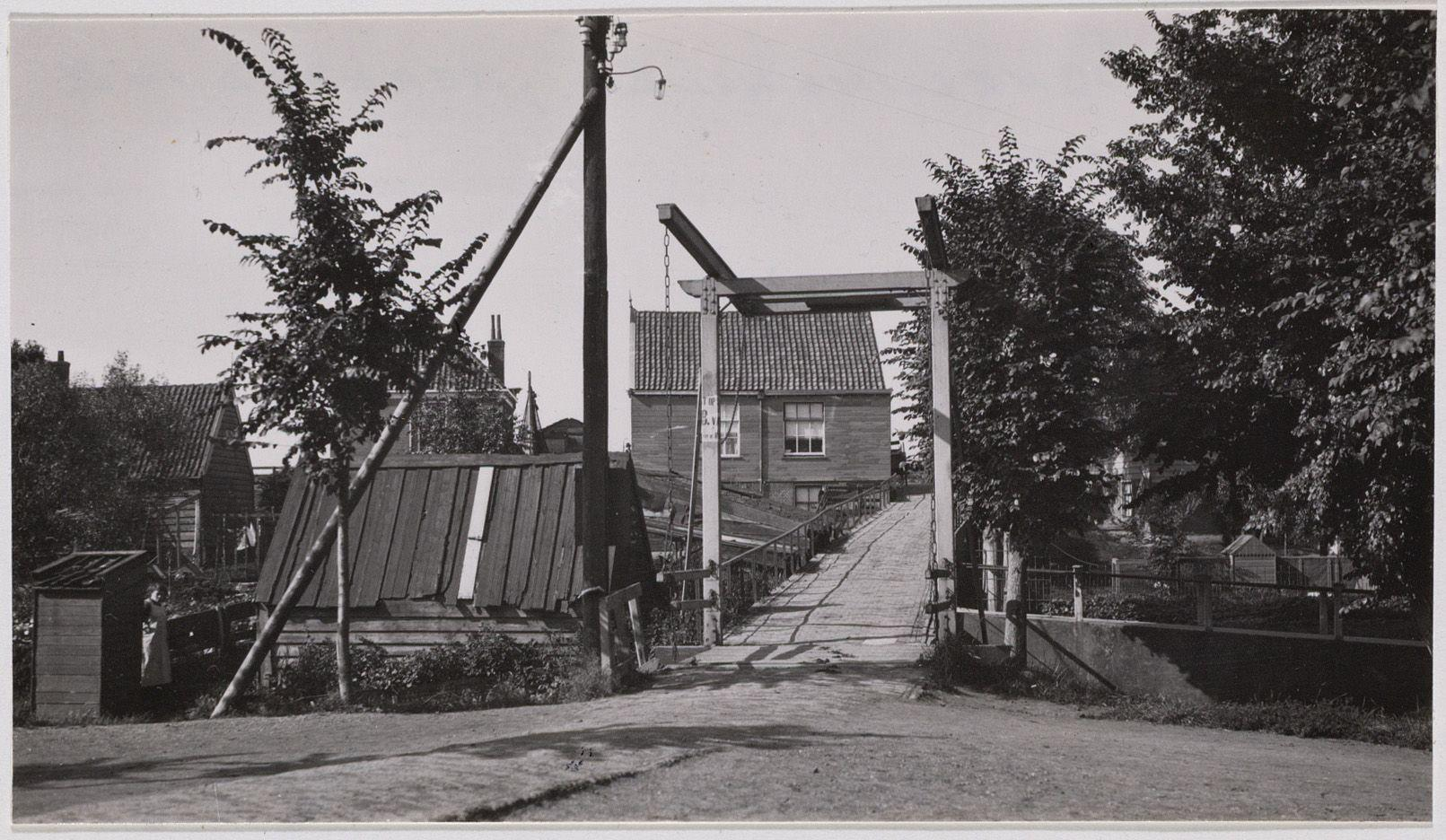
Schellingwouder Kerkepadbrug (circa 1922)

<<< · 300 · 301 · 302 · 303 · 304 · 305 · 306 · 307 · 308 · 309 · 310 · 311 · 312 · 313 · 314 · 315 · 316 · 317 · 318 · 320 · 321 · 322 · 323 · 324 · 325 · 327 · 328 · 330 · 331 · 332 · 333 · 334 · 335 · 336 · 337 · 338 · 339 · 340 · 341 · 342 · 343 · 344 · 345 · 346 · 347 · 348 · 349 · 350 · 351 · 352 · 353 · 354 · 355 · 356 · 357 · 358 · 359 · 360 · 361 · 362 · 363 · 364 · 365 · 366 · 367 · 368 · 371 · 372 · 373 · 374 · 375 · 376 · 377 · 378 · 379 · 380 · 381 · 382 · 383 · 385 · 386 · 387 · 388 · 389 · 390 · 391 · 392 · 393 · 394 · 395 · 396 · 397 · 398 · 399 · >>>
Brugnummers 319, 326, 329 (tijdelijke duiker in de Ringspoordijk), 369, 370, 384 zijn niet (meer) vergeven.